# 張成棟

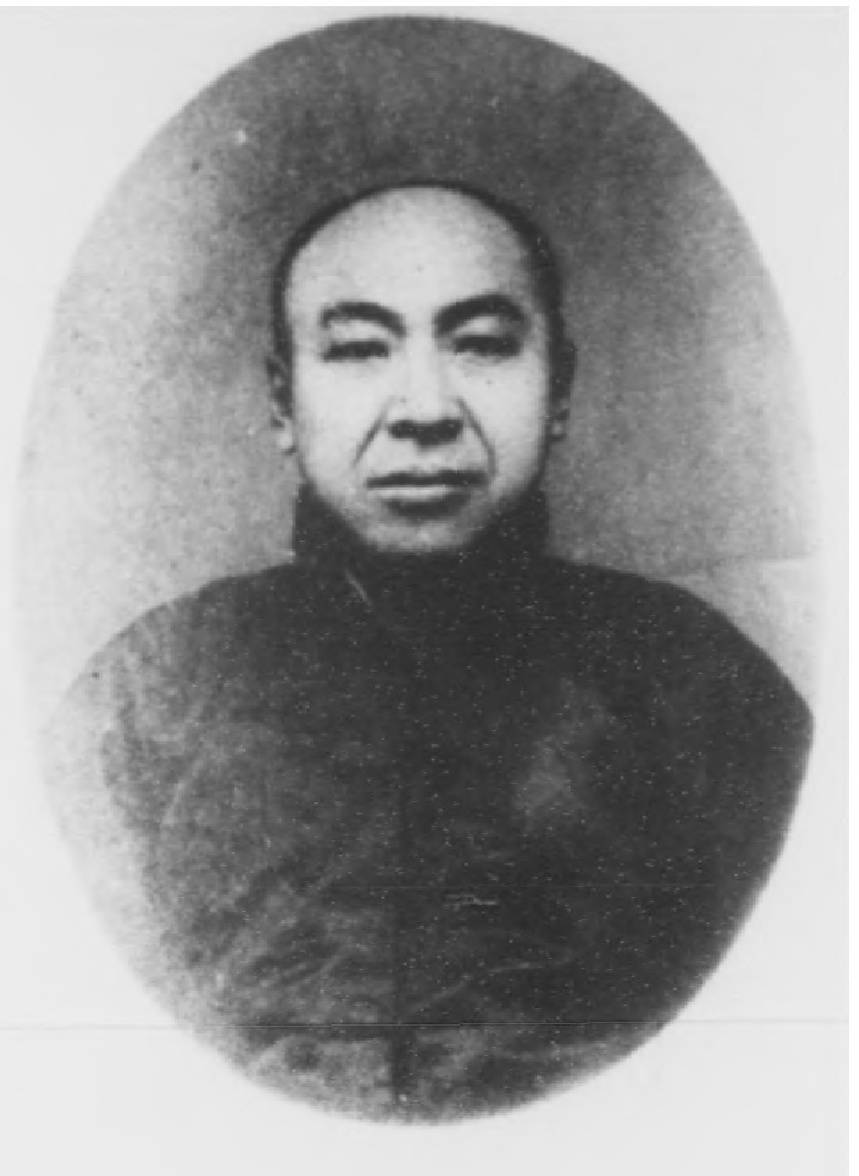

张成栋（?—?），奉天府铁岭县（今辽宁省铁岭市）人。清朝政治人物、进士出身。
清光绪三十年（1904年）甲辰恩科中进士，殿试名列二甲第二十名。任翰林院编修。